# Rozrazil rezekvítek
Rozrazil rezekvítek (Veronica chamaedrys), lidově bouřka, bezvršec či žabí očko, je vytrvalá bylina, která v létě kvete modrými květy. V Česku se jedná o hojný druh.

## Popis
Rozrazil rezekvítek dorůstá výšky 10–50 cm. Lodyha je chlupatá ve dvou řadách, poléhavá až vystoupavá. Lodyhy se mohou i větvit. Listy jsou přisedlé nebo krátce řapíkaté, vstřícně postavené, vejčitého tvaru, okraj čepele je vroubkovaně pilovitý. Květy vyrůstají na stopkatých hroznech, které vyrůstají z úžlabí horních listů. Květenství je řídké a obsahuje 10–30 květů. Samotné květy jsou tmavomodré s tmavými žilkami, čtyři kališní cípy jsou podlouhle kopinaté, korunní trubka a ústí koruny jsou bílé. V průměru mají květy 10–15 mm. Výjimečně mohou být květy i bílé. Rostlina kvete od dubna do srpna. Plodem je obsrdčitá tobolka, asi 4 mm dlouhá.

## Rozšíření
Rozrazil rezekvítek roste v celé Evropě kromě Islandu, jižního Španělska, jižní Itálie a středomořských ostrovů. Dále areál jeho rozšíření zahrnuje Turecko, Kavkaz, západní a střední Sibiř, zavlečený byl do Severní Ameriky, na Sachalin a na Nový Zéland. V Česku se jedná o hojný druh rostoucí od nížin po horské oblasti, roste na vlhkých až vysýchavých hlinitých, písčitých nebo štěrkovitých půdách bohatých na živiny. Často roste na trávnících, pastvinách, mezích, loukách a v zahradách, též ve světlých listnatých nebo smíšených lesích.

## Galerie

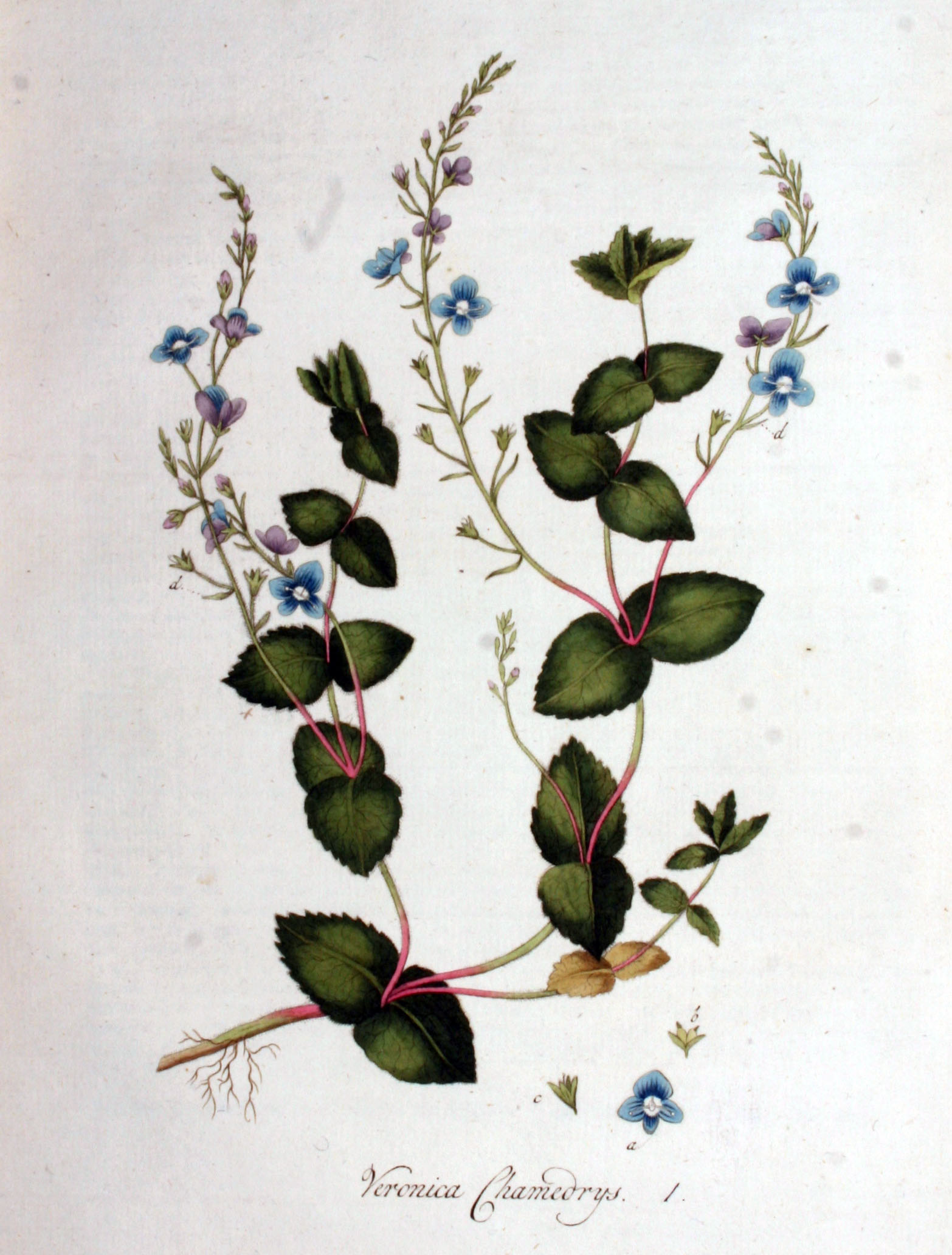
Kresba rozrazilu rezekvítku
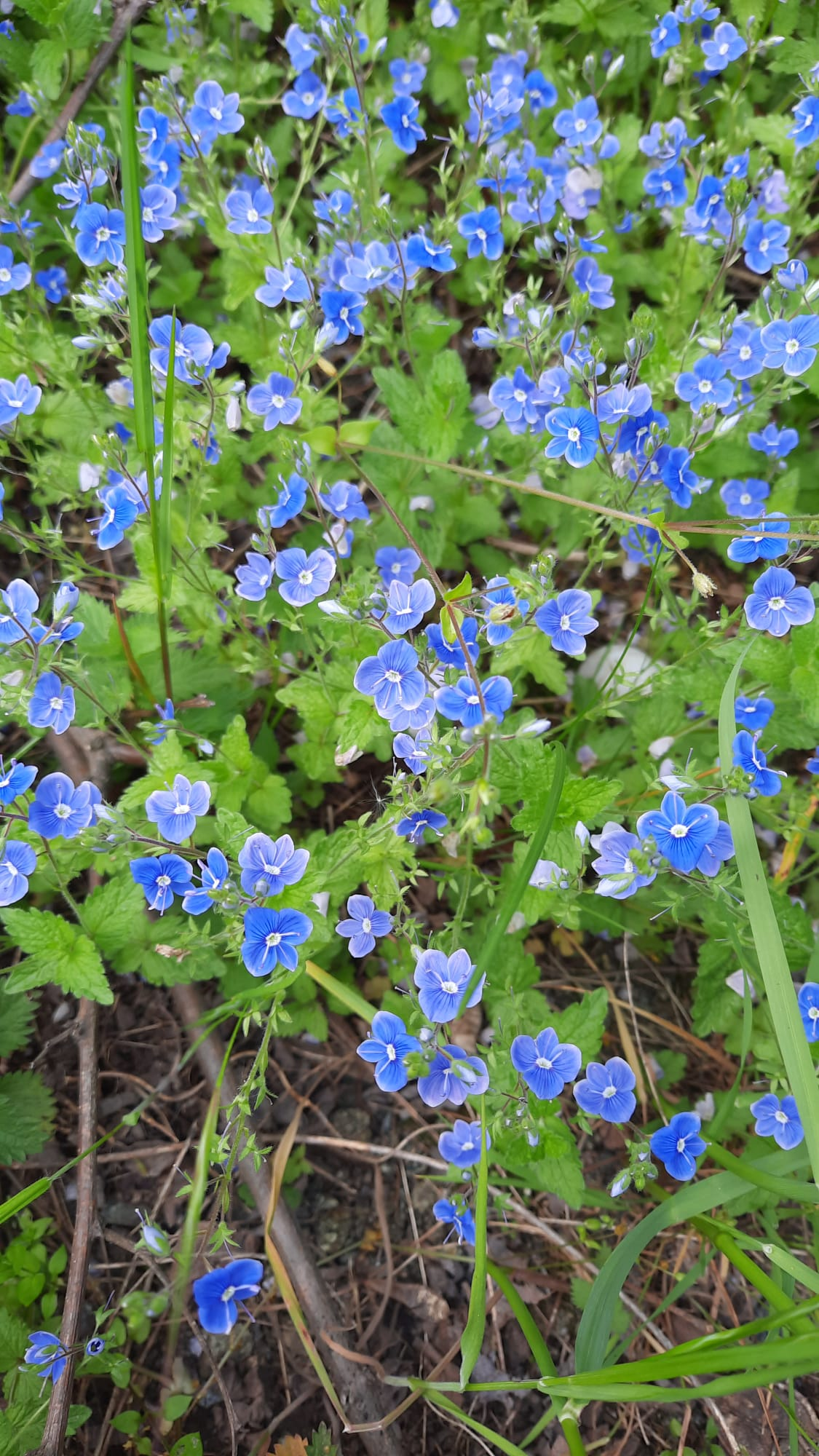
Kvetoucí rostlina na jaře
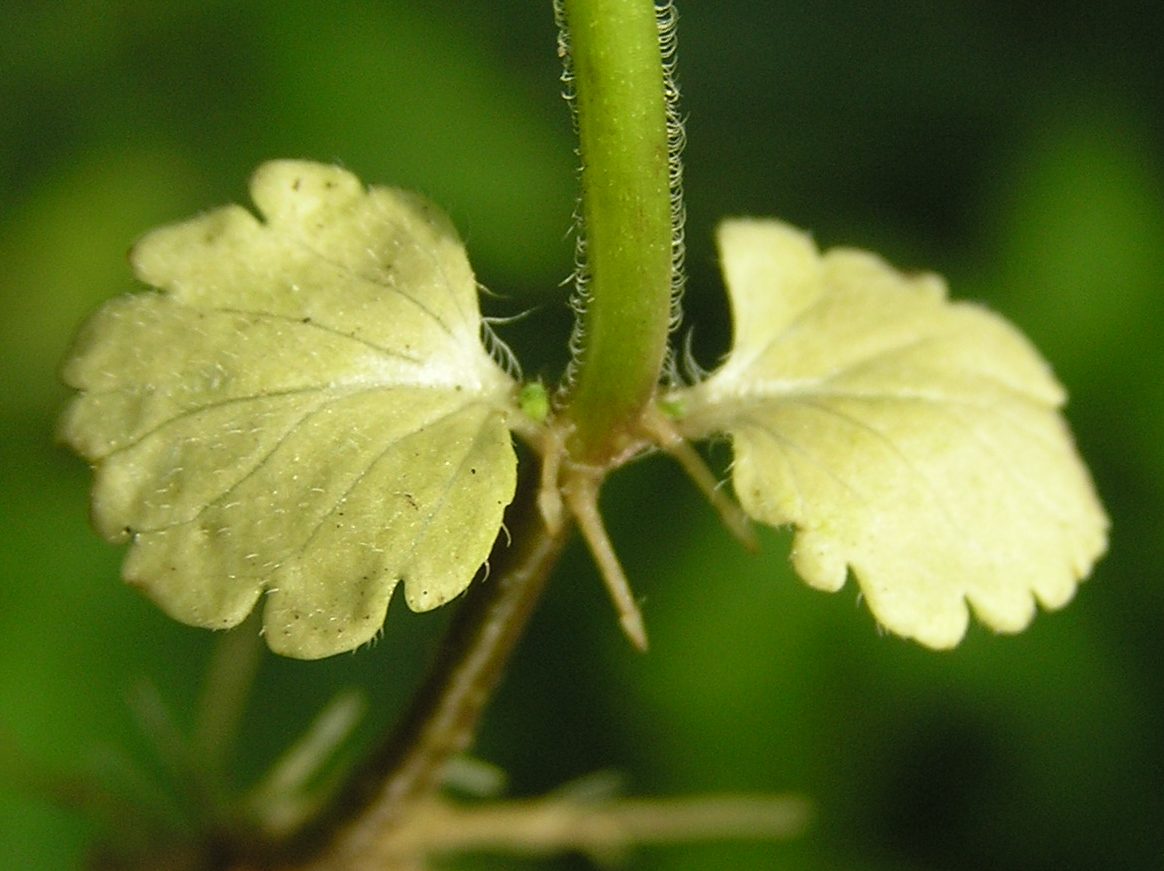
Detail lodyhy s listy
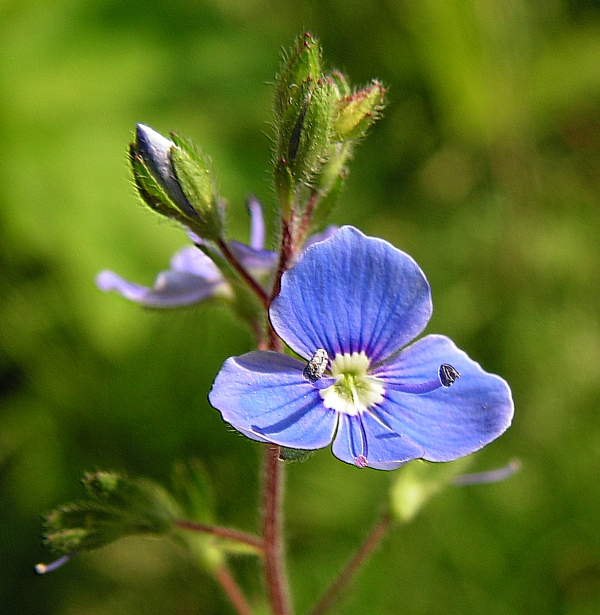
Detail květu